# ثور بيك
ثور بيك هو لاعب كرة قدم ومدرب كرة قدم آيسلندي في مركز الهجوم، ولد في 21 يناير 1940 في ريكيافيك في آيسلندا، وتوفي بنفس المكان في 18 ديسمبر 1999. شارك مع منتخب آيسلندا لكرة القدم. أما مع النوادي، فقد لعب مع سانت لويس ستارز وناتدبيرنوفيلاغ ريكيافيكور ونادي روان ونادي رينجرز ونادي سانت ميرين.

## وصلات خارجية
- ثور بيك على موقع قاعدة بيانات كرة القدم.إي يو (الإنجليزية)
- ثور بيك على موقع ناشيونال فوتبول تيمز (الإنجليزية)